# Egyō
Egyō (恵慶) est un moine bouddhiste et poète japonais du milieu de l'époque de Heian. Son nom fait partie des trente-six poètes immortels du Moyen Âge Chūko Sanjūrokkasen et de l'anthologie Ogura Hyakunin Isshu. Il est également connu sous le titre de Egyō Hōshi (恵慶法師).
Sa généalogie et sa vie sont à peu près inconnues. Il sert dans un temple provincial (Kokubunji) de la province de Harima. En 962 il participe à un utaawase (concours de waka).
Quelques-uns de ses poèmes sont inclus dans l'anthologie impériale Shūi Wakashū. Il réunit ses poèmes dans une compilation appelée Egyō Hōshi-shū (恵慶法師集).

## Source
- Peter McMillan (2008) One hundred poets, one poem each: a translation of the Ogura Hyakunin Isshu. New York: Columbia University Press.  (ISBN 9780231143981)